# Cirkusprinsessan
Cirkusprinsessan är en operett i tre akter med musik av Emmerich Kálmán och libretto av Julius Brammer och Alfred Grünwald. 

## Historia
Efter succén med Grevinnan Mariza fortsatte Kálmán samarbetet med librettisterna Brammer och Grünwald. Det var säkert ingen tillfällighet att nästa operett fick en titel som påminde om Kálmáns största succé Csárdásfurstinnan. Dessutom hade den manlige huvudrollen vissa beröringspunkter med Tassilo i Grevinnan Mariza. Ännu en gång en man som har ett adligt förflutet och som uppträder under annat namn. Operetten hade premiär den 26 mars 1926 på Theater an der Wien i Wien. Teaterchefen Hubert Marischka, som hade haft stor framgång med Grevinnan Mariza, tog åter på sig uppgiften som operettens manliga huvudroll och verket kom att spelas 344 gånger. Liksom Csárdásfurstinnan och Bajadären var den en blandning av show och aristokrati.

### Svenska uppsättningar
Stockholm kom först med den svenska premiären. Redan den 6 oktober samma år sattes Cirkusprinsessan upp på Vasateatern med Lars Egge och Margit Rosengren i huvudrollerna.

## Personer
| Roller                             | Röststämma  | Premiärbesättning 26 mars 1926 (Dirigent: – ) |
| ---------------------------------- | ----------- | --------------------------------------------- |
| Fedja Palinski, Mr X               | tenor       | Hubert Marischka                              |
| Prinsessan Fedora Palinska         | sopran      | Mizzi Zwerenz                                 |
| Miss Mabel Gibson                  | sopran      | Elsie Altmann                                 |
| Toni Schlumberger                  | tenor       | Fritz Steiner                                 |
| Furst Sergius Wladimir             | baryton     | Richard Waldemar                              |
| Greve Sakusin                      |             |                                               |
| Löjtnant Petrovitsch               |             |                                               |
| Cirkusdirektör Stanislavski        | bas         | Hans Moser                                    |
| Carla Schlumberger, hotelldirektör | mezzosopran | Betty Fischer                                 |
| Samuel Pressburger                 |             |                                               |
| Societet, officerare, cirkus – kör |             |                                               |

## Handling
Handlingen utspelas i Sankt Petersburg och Wien. Det börjar på Stanislavskis cirkus, där den ryska publiken är hänförd över en dödsföraktande artist, vars sensationella nummer kallas "djävulssprånget". Han kastar sig från cirkuskupolen ner på en framrusande häst och landar elegant på djurets rygg. Artisten kallas sig "Mr X" och uppträder alltid iförd mask. Bland publiken befinner sig en lika skön som rik änka, prinsessan Fedora Palinska. Hon har fått en direkt uppmaning av tsaren att gifta om sig, men det bör vara med en ryss så att inte de stora avkastningarna från hennes egendomar går till utlandet. En försmådd rysk prins arrangerar med hjälp av ett förfalskat brev från tsaren ett äktenskap mellan Fedora och Mr X, som nu uppträder som baron Korosow. Efter bröllopet kan den intrigante prinsen avslöja att Fedora genom sitt äktenskap med "baron Korosow" blivit en "cirkusprinsessa", eftersom hennes man är den mystiske Mr X.
Men cirkusartisten avslöjar nu sin rätta identitet: han är greve Fedja Palinska, brorson till Fedoras man. En gång har han blivit djupt förälskad i Fedora - men bara på avstånd. Den svartsjuke farbrodern har sett till att hans rival fått ett militärt förordnande vid någon gudsförgäten gränsförläggning. Efter en tid har Fedja tagit avsked och börjat försörja sig som cirkusartist. Efter detta avslöjande lämnar han sin brud.
Det finns också ett komiskt par i Cirkusprinsessan, en glad wienare som heter Toni och som är son till en hotellägare, och som hittat sin flicka, Mabel bland cirkusartisterna. I tredje akten har han tagit med henne hem till sina föräldrar på hotellet i Wien. Där blir det också ett lyckligt slut mellan Fedora och Fedja.